# Carter Harrison, Sr.

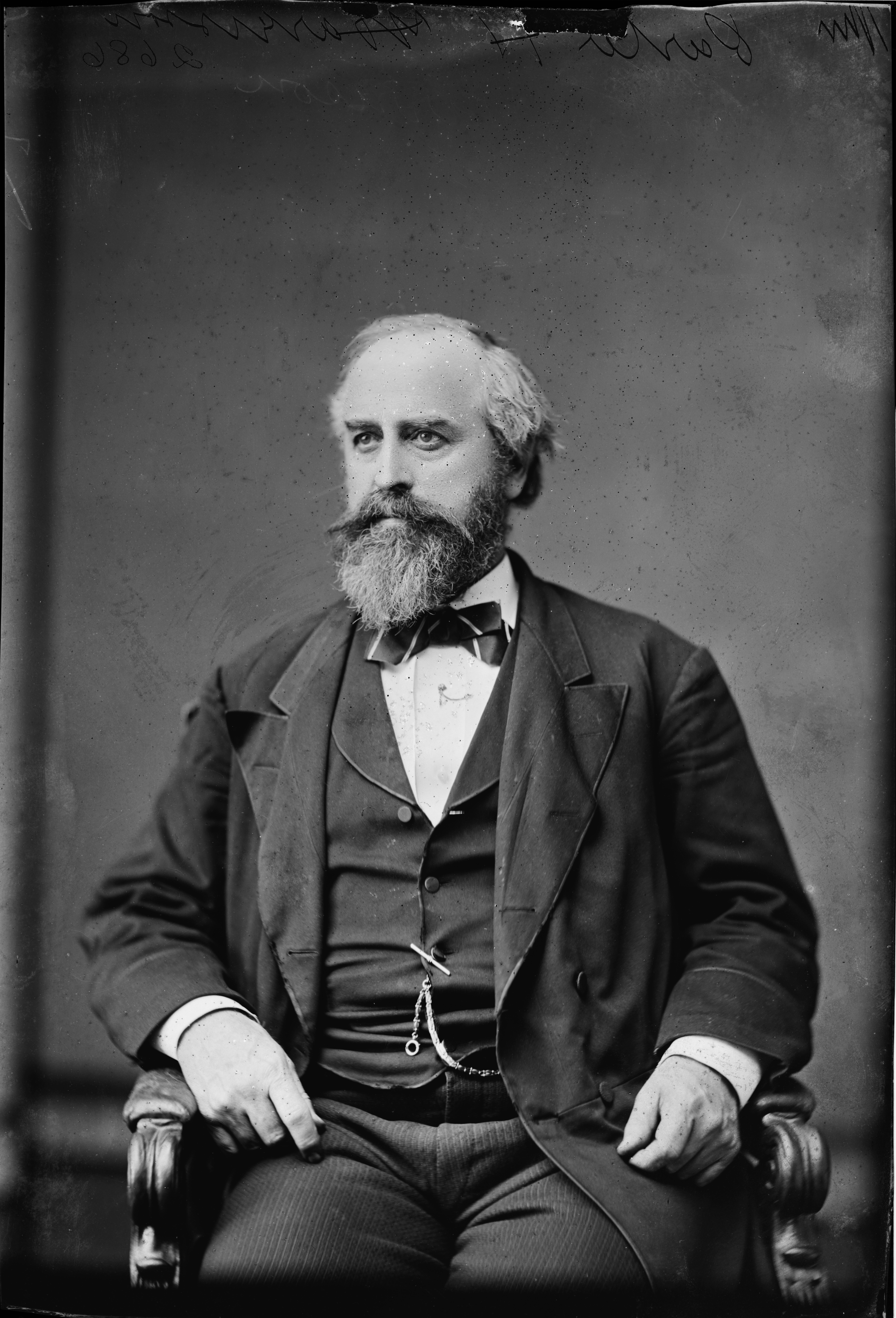
Carter Harrison

Carter Henry Harrison Sr. (* 15. Februar 1825 bei Lexington, Kentucky; † 28. Oktober 1893 in Chicago, Illinois) war ein US-amerikanischer Politiker. Zwischen 1875 und 1879 vertrat er den Bundesstaat Illinois im US-Repräsentantenhaus; außerdem war er zweimal Bürgermeister von Chicago.

## Werdegang
Carter Harrison war ein Cousin zweiten Grades von Präsident William Henry Harrison und Mitglied der politisch bedeutenden Harrison-Familie. Er genoss eine private Ausbildung und studierte danach bis 1845 am Yale College. In den Jahren 1851 bis 1853 bereiste er Europa. Nach einem Jurastudium am Transylvania College in seiner Geburtsstadt Lexington und seiner 1855 erfolgten Zulassung als Rechtsanwalt begann er in Chicago in diesem Beruf zu praktizieren. Außerdem arbeitete er in der Immobilienbranche. Gleichzeitig schlug er als Mitglied der Demokratischen Partei eine politische Laufbahn ein. Im Jahr 1872 kandidierte er noch erfolglos für den Kongress. Zwischen 1874 und 1876 gehörte er dem Kreisrat im Cook County an.
Bei den Kongresswahlen des Jahres 1874 wurde Harrison dann im zweiten Wahlbezirk von Illinois in das US-Repräsentantenhaus in Washington, D.C. gewählt, wo er am 4. März 1875 die Nachfolge von Jasper D. Ward antrat. Nach einer Wiederwahl konnte er bis zum 3. März 1879 zwei Legislaturperioden im Kongress absolvieren. Im Jahr 1878 verzichtete er auf eine weitere Kandidatur.
Zwischen 1879 und 1887 war Harrison als Nachfolger von Monroe Heath erstmals Bürgermeister von Chicago. Im Jahr 1884 bewarb er sich erfolglos um das Amt des Gouverneurs von Illinois.
In den Jahren 1880 und 1884 nahm Harrison als Delegierter an den jeweiligen Democratic National Conventions teil. Zwischen 1891 und 1893 gab er die Zeitung „Chicago Times“ heraus. Im Jahr 1893 wurde er als Nachfolger von Hempstead Washburne nochmals Bürgermeister von Chicago. In diese Zeit fiel die World’s Columbian Exposition. Am 28. Oktober 1893, zwei Tage vor dem Ende dieser Weltausstellung, wurde Carter Harrison von einem Mann namens Patrick Eugene Prendergast ermordet. Wegen dieses Attentats wurde die Schlussfeier der Weltausstellung abgesagt. Der Attentäter wurde am 13. Juli 1894 gehängt. Harrisons Sohn Carter Jr. wurde später ebenfalls Bürgermeister von Chicago.